# أولاكسية
الأولاكسية (الاسم العلمي: Olacaceae) هي فصيلة من النباتات تتبع رتبة الصندليات من طائفة ثنائيات الفلقة.

## أسر
- الأولاكساوات (الاسم العلمي:Olacoideae)
- الأنكولوساوات (الاسم العلمي:Anacolosoideae)

## أجناس
- الأولاكس
- (الاسم العلمي: Brachynema)
- (الاسم العلمي: Chaunochiton)
- (الاسم العلمي: Curupira)
- (الاسم العلمي: Diogoa)
- (الاسم العلمي: Douradoa)
- (الاسم العلمي: Engomegoma)
- (الاسم العلمي: Lavallea)
- (الاسم العلمي: Malania)
- (الاسم العلمي: Minquartia)
- (الاسم العلمي: Phanerodiscus)
- (الاسم العلمي: Strombosiopsis)
- (الاسم العلمي: شعاع (نبات))
- (الاسم العلمي: Ximeniopsis)
- (الاسم العلمي: Aptandra)
- (الاسم العلمي: Ongokea)
- (الاسم العلمي: Harmandia)